# Альборн, Лея
Ле́я Фре́дерик Альборн (швед. Lea Fredrika Ahlborn; 18 февраля 1826, Стокгольм — 13 ноября 1897, Стокгольм) — шведский резчик монетных штемпелей и медальер, дочь и ученица медальера Л.-П. Лундгрена. Входит в число ведущих шведских медальеров.
Училась в школе при Академии искусств в Стокгольме, закончив которую, в 1851 году продолжила образование в Париже.
В 1853 году, после смерти отца, заняла его должность на Монетном дворе в Стокгольме, официально утверждена на должности в 1855 году.
Создала штемпеля для многих шведских, норвежских и финских монет.
Наиболее известные созданные ей медали: в честь шведских королей Карла XIV Юхана, Карла XV и Оскара II, шведских королев Жозефины и Луизы, шведского историка Ханса Йерта, в честь 400-летия Уппсальского университета, 100-летия провозглашения независимости США, 400-летия открытия Америки Колумбом, наградные медали Шведской академии и Шведского научного общества. В 1881 году она сделала медали-портреты к празднованию свадьбы будущего короля Густава V и королевы Виктории.
Последняя работа (автопортретная медаль) была позже гравирована её учеником И.-А. Линдбергом и отчеканена в 1901 году по заказу Шведского нумизматического общества. 
Свои работы помечала «L.A.», «LEA AHLBORN».
Удостоена золотой медали за выдающиеся заслуги в шведской культуре — Иллис Кворум (1883).
Почетный вольный общник российской Императорской Академии художеств с 1878 года. Передала в дар ИАХ слепки с созданных ею медалей, которые затем поступили в академический Минц-кабинет. Список подаренных медалей хранится в ее личном деле в РГИА.